# L'Odyssée d'Hakim
L'Odyssée d'Hakim est une série de bande dessinée documentaire écrite, dessinée et mise en couleur par Fabien Toulmé. Il s'agit du témoignage d'Hakim, réfugié syrien, qui a fui son pays en guerre et qui a traversé plusieurs régions avant de parvenir en France. Les albums sont publiés par Delcourt dans la collection Encrages. En 2021, le tome 3 est récompensé par le prix France Info de la bande dessinée d'actualité et de reportage.

## Synopsis

### Première partie
Hakim Kabdi, aîné d'une famille de neuf enfants, grandit dans la banlieue sud de Damas. Comme son père, il devient horticulteur et possède une pépinière. En 2011, la contestation grandit contre le régime de Bachar Al-Assad, dans le mouvement du printemps arabe ; la répression est violente. Hakim est emprisonné pour avoir secouru des manifestants blessés et il est torturé, ses biens confisqués. Son frère, militant contre le régime, disparaît. Ses parents, qui craignent pour la vie d'Hakim, lui enjoignent de quitter la Syrie. Hakim se rend à Beyrouth, où il ne trouve pas de travail. Tentant sa chance à Amman, il trouve un emploi temporaire dans une société de nettoyage. Son employeur ayant disparu, il va en Turquie, à Antalya, où il espère trouver une situation plus stable et il y rencontre des compatriotes, notamment Najmeh. Les deux jeunes gens se marient, Najmeh devient enceinte et Hakim s'active dans des emplois précaires. Les parents de Najmeh, lassés de ne pas trouver de poste après 2 ans et demi de recherches, se rendent à Istanbul, entraînant avec eux le jeune couple.

### Deuxième partie
En 2013, la famille s'est installée à Istanbul et le bébé d'Hakim et Najmeh vient au monde. Hakim exerce des emplois précaires. Les parents de Najmeh saisissent l'occasion de s'établir en France, tandis qu'Hakim reste seul sur place avec son fils. Mais la régularisation pour ces deux derniers traîne en longueur. Hakim apprend la mort de son père dans les bombardements en Syrie. En 2015, Hakim, qui ne se sent pas à sa place en Turquie, recourt à des passeurs pour traverser la Méditerranée avec son fils Hadi afin de rejoindre Najmeh, qui s'est installée en France avec ses parents. Au cours de cette traversée difficile vers la Grèce, Hakim se voit proche de la mort avec son bébé. Ce volume montre un vaste commerce développé autour de la détresse des réfugiés,.

### Troisième partie
L'ouvrage s'ouvre par l'intervention de Fabien Toulmé devant un public scolaire pour résumer le parcours d'Hakim et en expliquer certains concepts, comme le statut de réfugié. En septembre 2015, Hakim et Hadi se rendent d'Athènes à la Macédoine, d'abord en car puis à pied, dans une gare bondée. Ils prennent un train qui les lâche en rase campagne ; ils doivent recourir à des passeurs, qui réclament des montants exorbitants, tout en évitant la menace de la police des frontières. Ils traversent la Serbie jusqu'à Belgrade. Arrivés en Hongrie, ils sont placés dans un centre de rétention aux conditions très dures, qui témoignent de l'hostilité des autorités. Néanmoins, il leur arrive aussi de recevoir aussi des marques de solidarité,. Ils prennent un taxi vers Budapest puis, après une nuit passée sous la pluie en forêt, ils parviennent en Autriche avant de passer par la Suisse pour rejoindre la France, en Gare de Lyon. Le train les emmène à Aix-en-Provence, où ils retrouvent Najmeh et leurs proches fin septembre 2015 : depuis son départ trois ans plus tôt, Hakim a franchi huit frontières. Néanmoins, son installation en France est perturbée en raison des procédures d'immigration. Hakim est devenu père de trois garçons.
Fabien Toulmé dédie l'ouvrage « aux migrants disparus avant d'avoir pu trouver un refuge ».

## Personnages
- Hakim Kabdi, qui a 25 ans en 2011[3], est horticulteur et possède une pépinière[4]. Contraint de fuir son pays, il cherche à s'établir. Dans la narration au présent, il se trouve à Aix-en-Provence[8] (depuis 2015)[14].
- Najmeh, épouse de Hakim, syrienne rencontrée en Turquie[15].
- Hadi, leur premier fils ; lors de la traversée de la Méditerranée, il a moins de deux ans[15].
- Sébastien, leur second fils, né en France.
- Fabien Toulmé, ancien ingénieur, est un auteur de bande dessinée français qui a publié plusieurs ouvrages et recueille le témoignage d'Hakim[3].

## Publication
- Fabien Toulmé, L'Odyssée d'Hakim, volume 1 : De la Syrie à la Turquie, Delcourt, coll. « Encrages », août 2018 (ISBN 978-2-413-01126-2).
- Fabien Toulmé, L'Odyssée d'Hakim, volume 2 : De la Turquie à la Grèce, Delcourt, coll. « Encrages », juin 2019 (ISBN 978-2-413-01336-5).
- Fabien Toulmé, L'Odyssée d'Hakim, volume 3 : De la Macédoine à la France, Delcourt, coll. « Encrages », juin 2020 (ISBN 9782413023739).

## Genèse de l'œuvre
Fabien Toulmé, face au crash du vol 9525 Germanwings, qui cause 150 morts en mars 2015, constate que l'évènement bénéficie d'une importante couverture médiatique tandis que le décès de migrants en Méditerranée suscite un bref commentaire,. En préambule, l'auteur indique qu'il est, certes, informé de l'arrivée de migrants en Europe et des naufrages dans la Méditerranée, mais qu'il veut rendre compte du parcours réel des personnes venues de Syrie. C'est dans ce contexte que, par l'intermédiaire d'une amie journaliste, il fait la connaissance d'Hakim, à partir d'octobre 2016 : il voulait « mettre un visage sur le mot "réfugié" ». Par ailleurs, Toulmé tient à montrer que la migration est un processus plus complexe que la traversée de la Méditerranée. Enfin, le troisième tome se veut « une critique des politiques migratoires européennes ». Hakim, quant à lui, souhaite que ses enfants connaissent l'histoire de leur famille et espère « lutter contre cette méfiance des gens à l'égard des réfugiés ». Le récit se fonde sur environ soixante heures d'interview, en présence d'un interprète (qui n'est pas montré), entretiens étalés sur un an et demi.

## Choix artistiques
Fabien Toulmé estime que la bande dessinée, qui s'écrit sans contrainte de temps, contrairement à un documentaire, se prête à cette enquête de fond. Hakim n'avait pas pour objectif d'arriver en France : il souhaitait mener sa vie en Syrie, mais les circonstances l'ont conduit d'un endroit à un autre, sans plan établi.
L'auteur choisit un traitement factuel : « je ne voulais pas faire une analyse politique de la situation mais plutôt raconter l'histoire d'un homme ». Le trait est « naïf et rond », « limpide », avec « le point de vue d'un enfant »,,. Didier Quella-Guyot le décrit comme « simple, direct, efficace, toujours d’une grande lisibilité ». Selon RTS, Toulmé emploie « un dessin simple, une ligne claire, des couleurs douces ».
Ce dessin volontairement épuré, peu réaliste, s'inspire des influences de L'Arabe du futur de Riad Sattouf et Persépolis de Marjane Satrapi. A. Perroud estime ce manque de parti-pris ne valorise pas le sujet et B. Roure trouve monotones le séquençage et le découpage, le choix narratif « un peu terne ». D'autres chroniqueurs émettent les mêmes remarques. Néanmoins, sur Tout en BD, la chronique relève que, dans ce récit « poignant », le « trait rond et sobre et la colorisation bleu et ocre assez douce apportent un peu de légèreté ».
L'auteur souhaite montrer que la vie d'Hakim n'est pas faite de tragédie pure et éviter tout pathos sensationnaliste. En effet, du fond de sa détresse, Hakim « trouve la force d'aimer »: « la vie reprend le dessus, malgré tout ». En outre, l'ouvrage comporte des touches d'humour, ; en effet, Toulmé admire en Hakim « sa force, son humour aussi, sa capacité à blaguer sur des événements traumatiques ». L'artiste reconnaît que, malgré son souhait de présenter une conversation et une relation humaine, il est obligé d'interpréter les paroles de son interlocuteur pour mettre en scène les évènements. Il s'est documenté sur les régions décrites ; l'une des difficultés concernant la Syrie est l'abondance de paysages détruits.
Le nom d'Hakim Kabdi est un pseudonyme.

## Accueil critique
Plusieurs chroniqueurs estiment que ce témoignage plein d'humanité répond aux discours antimigrants ayant cours en Occident,,. Certains chroniqueurs rapprochent ce récit simple au style épuré avec les ouvrages de Guy Delisle et Max de Radiguès : l'album, en se concentrant sur le parcours d'un réfugié en danger, est propice à « faire tomber les clichés et lutter ainsi contre la vague montante de xénophobie en Europe ». La valeur didactique est signalée par plusieurs analyses, : l'ouvrage est d'une lecture aisée, le traitement très lisible,,. Le livre fait partie de la sélection au Prix France Info 2019. Dans La Libre Belgique, le chroniqueur estime que les deux premiers tomes constituent « un hommage à tous ceux qui, dans l'Histoire, ont fui, fuient et fuiront leur pays ».
En juin 2020, avec la sortie du troisième tome, la chronique sur France Inter estime que le témoignage est « bouleversant ». Le trait est décrit comme « naïf mais tellement expressif ». L'Obs estime que Toulmé, dans cette « œuvre majeure », « raconte avec tendresse et humanité le destin tragique d’Hakim ». RTS décrit la trilogie, « à hauteur d'homme », comme « un roman graphique indispensable », avis partagé par la RTBF.

### Récompenses
- 2018 : Prix Région Centre-Val-de-Loire lors du festival BD Boum[24].
- 2021 : Prix France Info de la bande dessinée d'actualité et de reportage pour le tome 3[1].